# Cevico Navero
Cevico Navero ist ein nordspanisches Dorf und eine Gemeinde (municipio) mit 178 Einwohnern (Stand: 2024) in der Provinz Palencia in der Autonomen Gemeinschaft Kastilien-León.

## Lage und Klima
Cevico Navero liegt in der Region Tierra de Campos auf der kastilischen Hochebene in einer Höhe von ca. 825 m. Die Provinzhauptstadt Palencia befindet sich mit ihrem Stadtzentrum etwa 40 Kilometer (Fahrtstrecke) westnordwestlich.
Das Klima im Winter ist durchaus kalt, im Sommer dagegen warm bis heiß; die eher spärlichen Regenfälle (ca. 539 mm/Jahr) fallen überwiegend im Winterhalbjahr.

## Bevölkerungsentwicklung
| Jahr      | 1970 | 1981 | 1991 | 2001 | 2011 | 2021 |
| Einwohner | 486  | 373  | 320  | 263  | 224  | 186  |

## Sehenswürdigkeiten

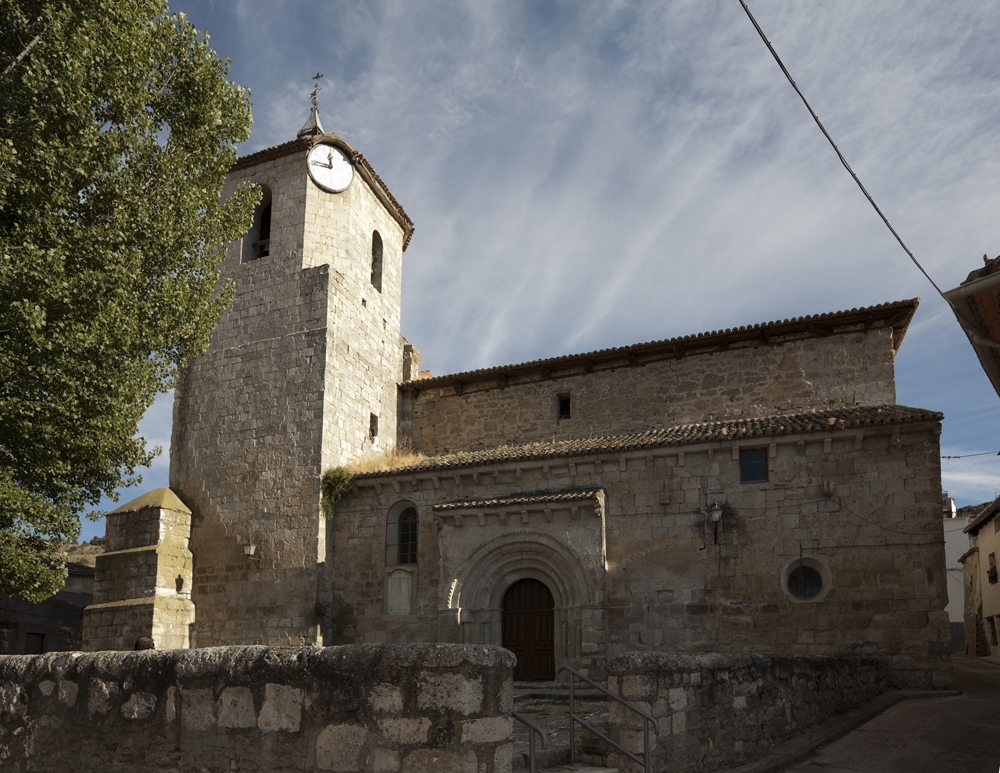
Marienkirche
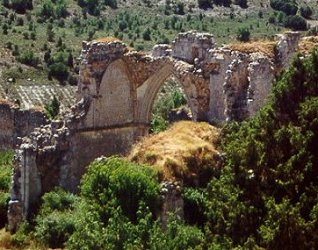
Ruine des Pelagiusklosters
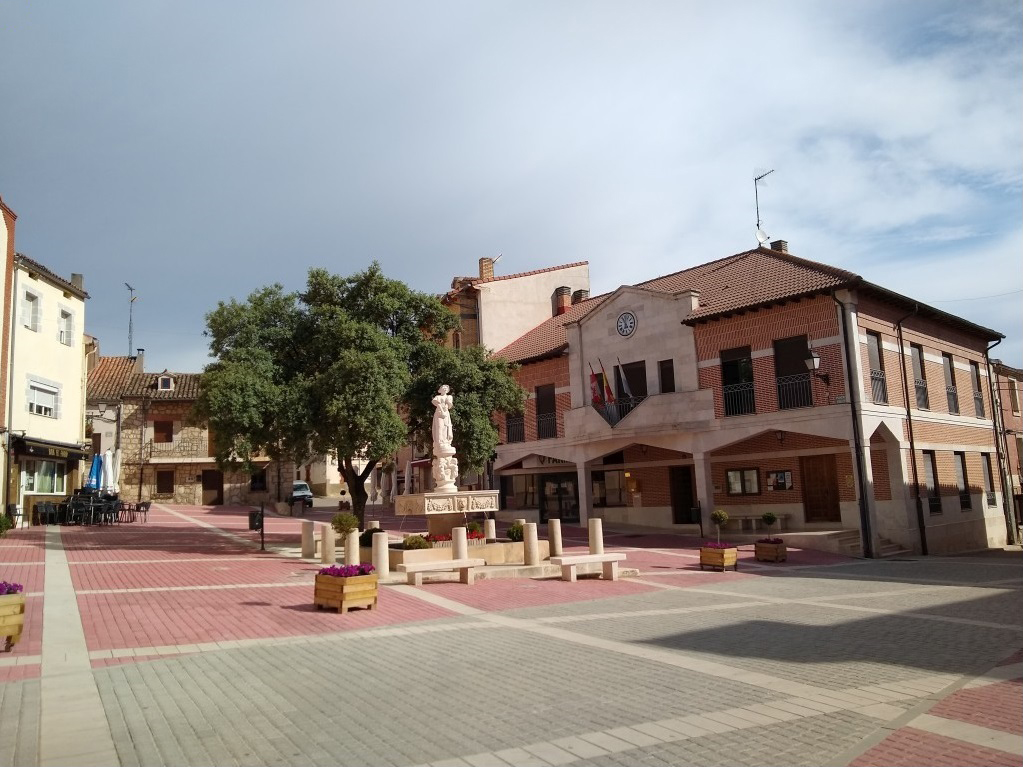
Platz mit Rathaus

- Marienkirche
- Ruine des Pelagiusklosters
- Platz mit Rathaus